# La Chapelle-Faucher
La Chapelle-Faucher (trong tiếng Occitan La Chapela Fochier) là một xã của Pháp, nằm ở tỉnh Dordogne trong vùng Aquitaine của Pháp. Xã này có diện tích 18,4 km2, dân số năm 2004 là 379 người. Xã nằm ở khu vực có độ cao trung bình 144 m trên mực nước biển.

## Thông tin nhân khẩu

### Trước khi sáp nhập
| Năm    | 1793 | 1800 | 1806 | 1821 |
| ------ | ---- | ---- | ---- | ---- |
| Dân số | 267  | 258  | 227  | 238  |

| Năm    | 1793 | 1800 | 1806 | 1821 |
| ------ | ---- | ---- | ---- | ---- |
| Dân số | 493  | 440  | 440  | 544  |

### Sau khi sáp nhập
Sources: INSEE  et Cassini 
| 1793 | 1800 | 1806 | 1821 | 1831 | 1836 | 1841 | 1846 | 1851 |
| ---- | ---- | ---- | ---- | ---- | ---- | ---- | ---- | ---- |
| -    | -    | -    | -    | 900  | 923  | 861  | 882  | 877  |

| 1856 | 1861 | 1866 | 1872 | 1876 | 1881 | 1886 | 1891 | 1896 |
| ---- | ---- | ---- | ---- | ---- | ---- | ---- | ---- | ---- |
| 901  | 919  | 921  | 882  | 869  | 861  | 881  | 851  | 852  |

| 1901 | 1906 | 1911 | 1921 | 1926 | 1931 | 1936 | 1946 | 1954 |
| ---- | ---- | ---- | ---- | ---- | ---- | ---- | ---- | ---- |
| 733  | 725  | 701  | 553  | 622  | 603  | 580  | 517  | 493  |

| 1962                                         | 1968 | 1975 | 1982 | 1990 | 1999 | 2004 | - | - |
| -------------------------------------------- | ---- | ---- | ---- | ---- | ---- | ---- | - | - |
| 464                                          | 477  | 478  | 445  | 398  | 399  | 379  | - | - |
| Số liệu kể từ 1962 : dân số không tính trùng |      |      |      |      |      |      |   |   |